# Cicurina alpicora
Espèce
Cicurina alpicora est une espèce d'araignées aranéomorphes de la famille des Cicurinidae.

## Distribution
Cette espèce est endémique du Tennessee aux États-Unis,. Elle se rencontre dans le parc national des Great Smoky Mountains vers Spence Field.

## Description
Le mâle holotype mesure 3 mm.

## Systématique et taxinomie
Cette espèce a été décrite par Barrows en 1945.

## Publication originale
- Barrows, 1945 : « New spiders from the Great Smoky Mountain National Park. » Annals of the Entomological Society of America, vol. 38, no 1, p. 70-76.